# Basilique de l'Assomption de Kołobrzeg
La basilique de l'Assomption-de-la-Vierge-Marie (en polonais : Bazylika konkatedralna Wniebowzięcia Najświętszej Maryi Panny) de Kołobrzeg (Pologne) est le co-cathédrale du diocèse de Koszalin-Kołobrzeg, la cathédrale étant celle de l'Immaculée-Conception (de) située à Koszalin.

## Histoire
L'édifice a été construit au XIVe siècle dans le style gothique, avec cinq nefs. Il a le statut d'église paroissiale, de basilique mineure et, depuis 1972, de co-cathédrale du diocèse de Koszalin-Kołobrzeg (Dioecesis Coslinensis-Colubreganus ou Diecezja koszalińsko-kołobrzeska).
La date de début de la construction n'est pas connue avec précision. Elle est estimée au début du XIVe siècle (entre 1300 et 1321) sur le site d'une ancienne église dédiée à saint Nicolas. La première messe dans l'édifice a été célébrée en 1321. 
Avec la Réforme en Poméranie, l'église est devenue protestante en 1531. De 1534 à 1945, elle a servi d'église principale à la communauté luthérienne qui, aux XIXe et XXe siècles , faisait partie du district ecclésiastique de Köslin dans la province ecclésiastique prussienne de Poméranie. 
En 1945, lors de la bataille de la forteresse de Kołobrzeg de la Seconde Guerre mondiale, elle était un point important pour la défense de la ville. Elle a été détruite par l'artillerie soviétique. 
En 1957, elle fut remise à l'Église catholique et sa reconstruction commença. 

## Galerie

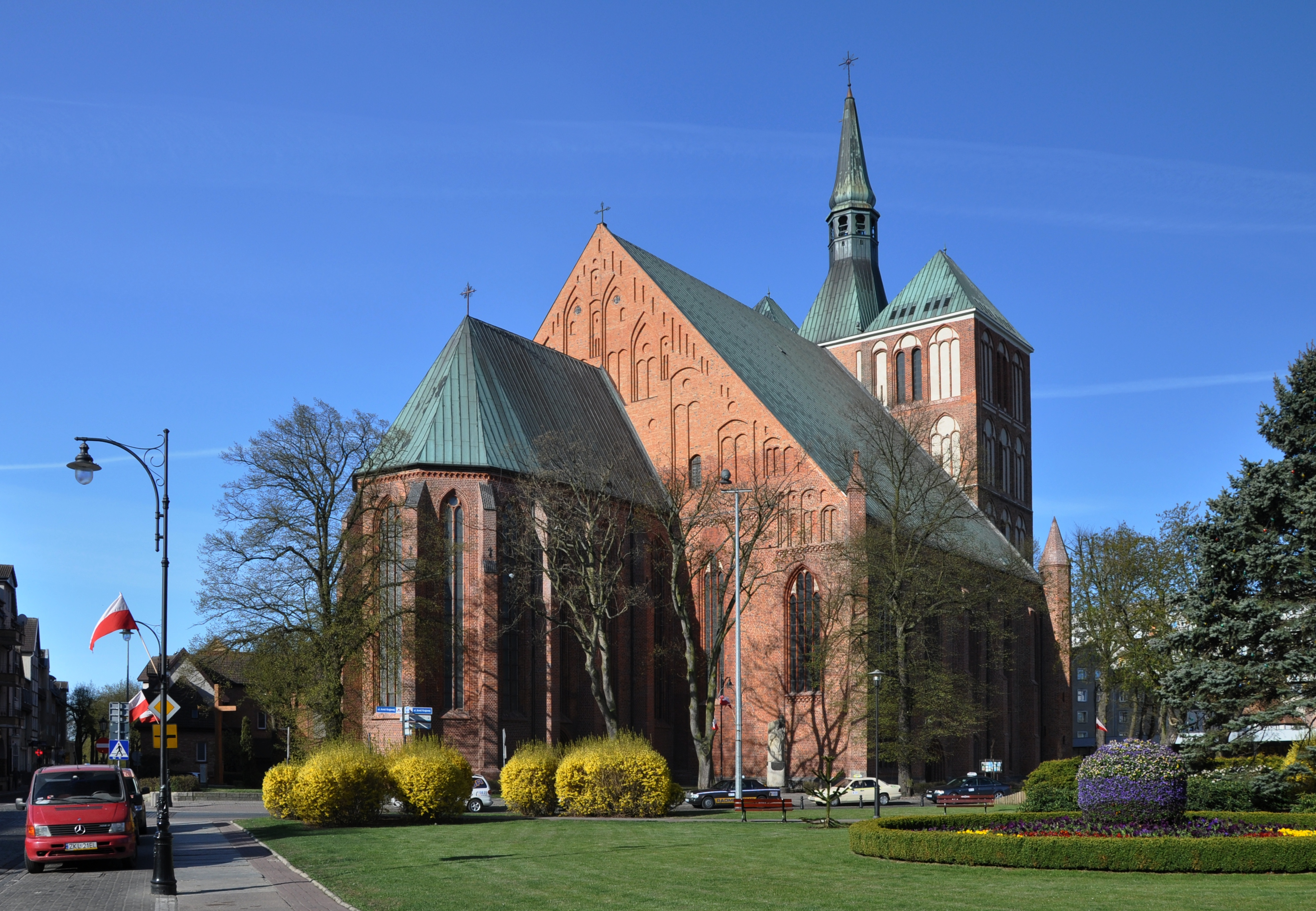
Abside.
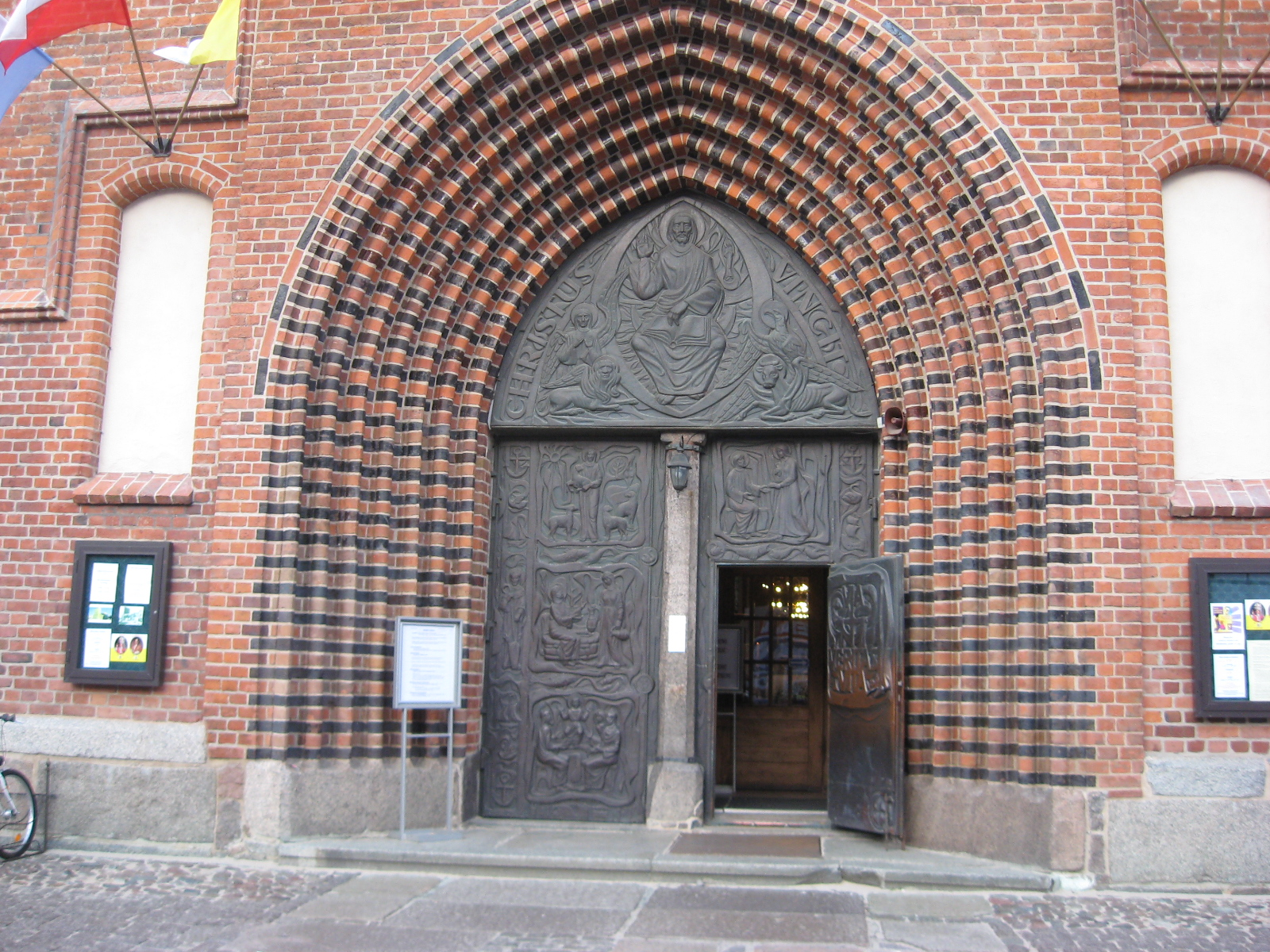
Portail.
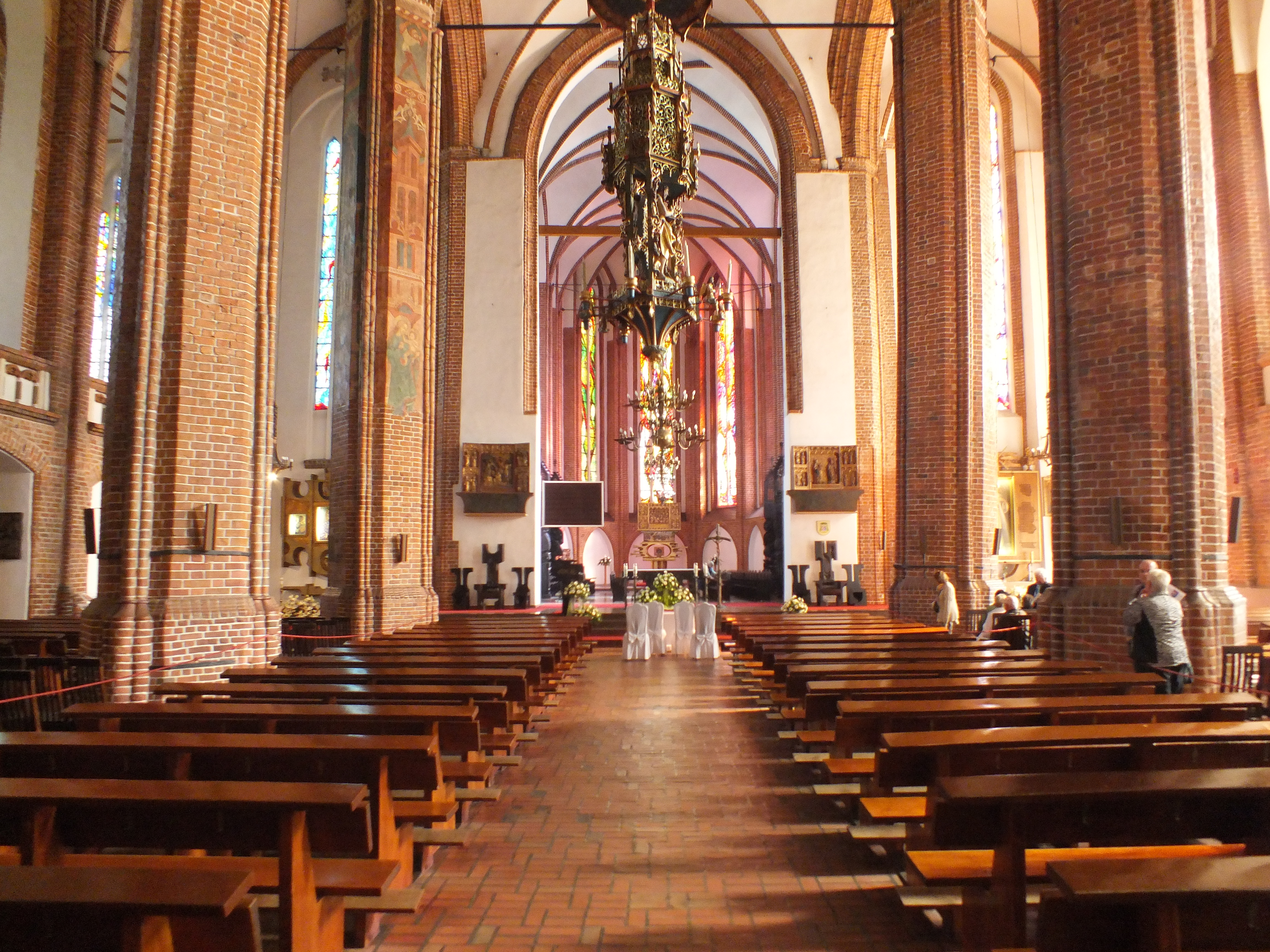
Nef principale.
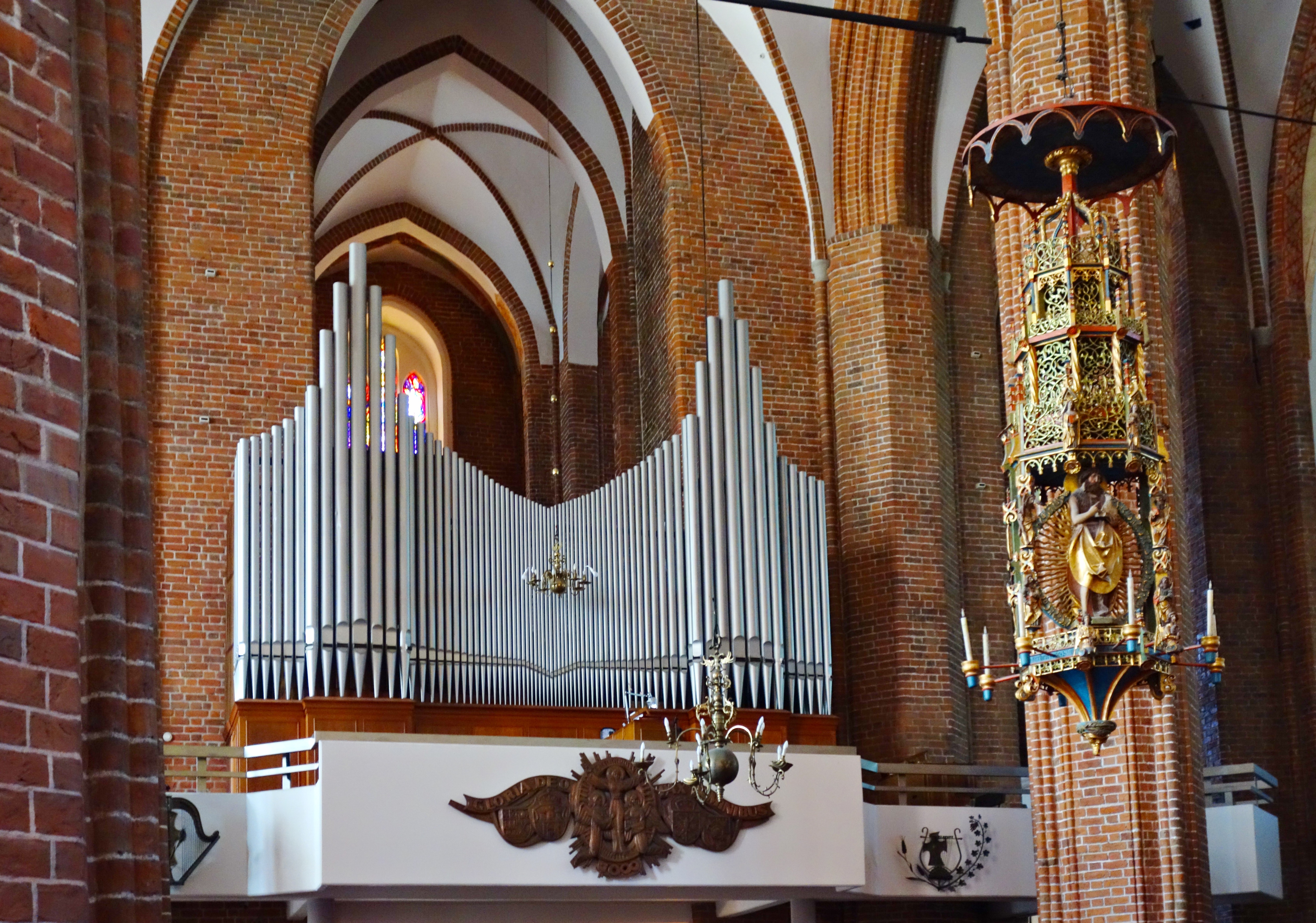
Orgue de tribune.
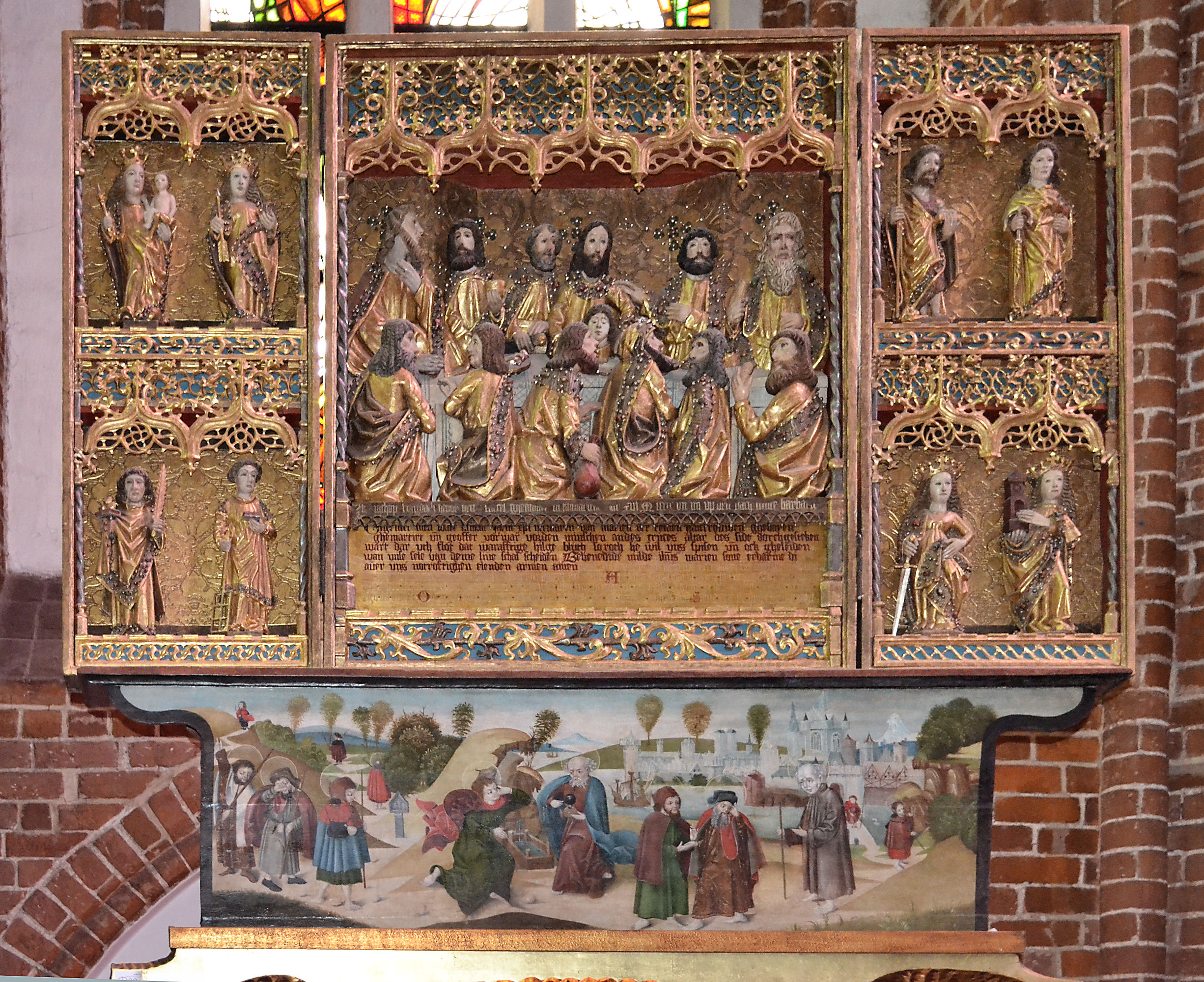
Autel de la Cène.
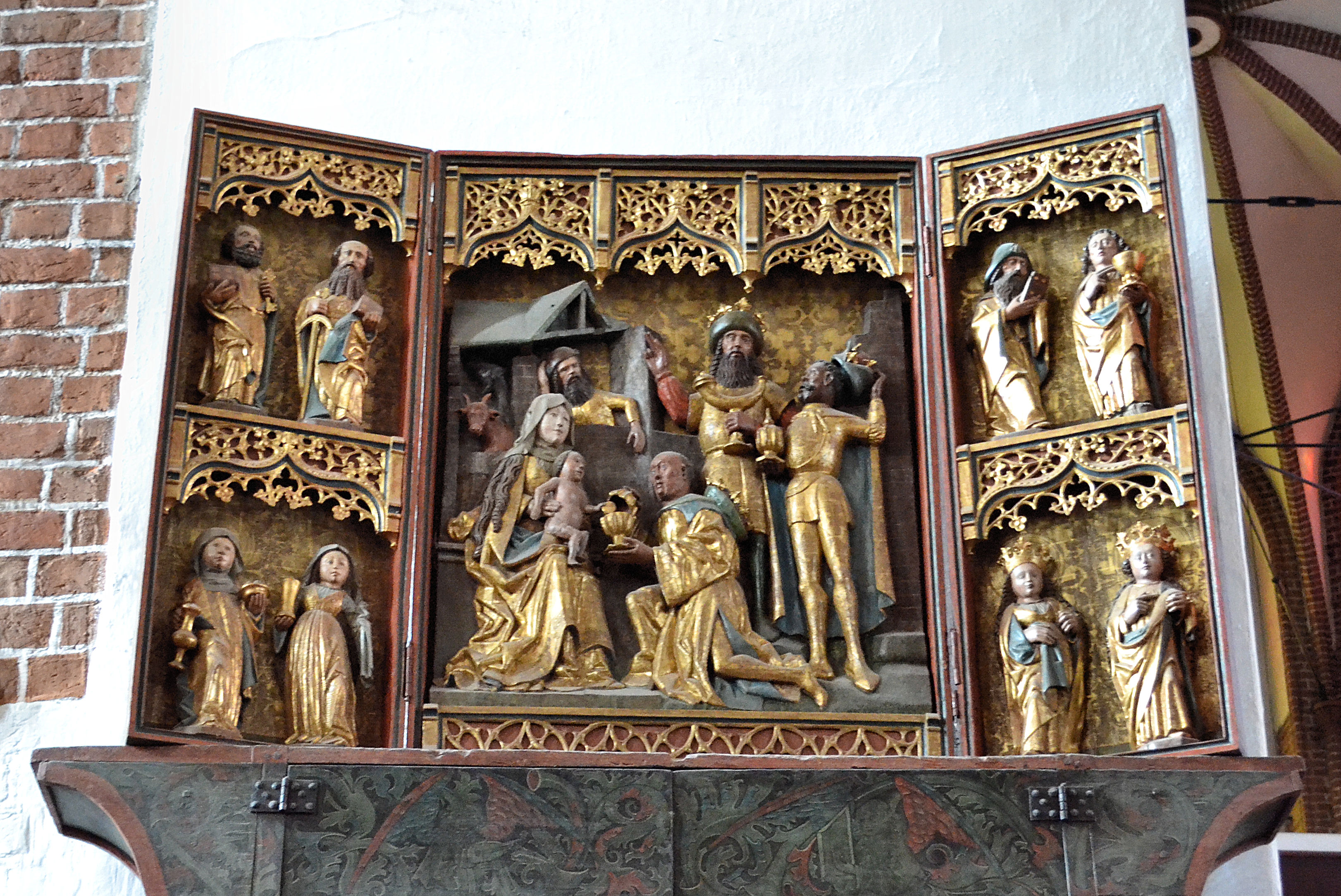
Autel de l'Adoration des Rois mages.